# Гощанув (гміна)
Гміна Гощанув (пол. Gmina Goszczanów) — сільська гміна у центральній Польщі. Належить до Серадзького повіту Лодзинського воєводства.
Станом на 31 грудня 2011 у гміні проживало 5722 особи.

## Територія
Згідно з даними за 2007 рік площа гміни становила 123.01 км², у тому числі:
- орні землі: 86.00%
- ліси: 6.00%

Таким чином, площа гміни становить 8.25% площі повіту.

## Населення
Станом на 31 грудня 2011:
| Опис     | Загалом | Загалом | Чоловіки | Чоловіки | Жінки | Жінки |
| -------- | ------- | ------- | -------- | -------- | ----- | ----- |
| одиниця  | осіб    | %       | осіб     | %        | осіб  | %     |
| все      | 5722    | 100     | 2911     | 50.87    | 2811  | 49.13 |
| міське   | 0       | 100     | 0        |          | 0     |       |
| сільське | 5722    | 100     | 2911     | 50.87    | 2811  | 49.13 |

## Сусідні гміни
Гміна Гощанув межує з такими гмінами: Блашкі, Варта, Добра, Кавенчин, Козьмінек, Ліскув, Щитники.